# Chondrodesmus sabachanus
Chondrodesmus sabachanus är en mångfotingart som beskrevs av Chamberlin 1938. Chondrodesmus sabachanus ingår i släktet Chondrodesmus och familjen Chelodesmidae. Inga underarter finns listade i Catalogue of Life.